# Joseph Dalton Hooker
Sir Joseph Dalton Hooker, OM, OB, GCSI, PRS, britanski botanik in raziskovalec, * 30. junij 1817, Halesworth, Suffolk, † 10. december 1911.
Hooker je eden od najpomembnejših britanskih botanikov in raziskovalcev 19. stoletja ter utemeljitelj fitogeografije. Znan je tudi kot dober Darwinov prijatelj in vnet zagovornik njegove teorije evolucije z naravno selekcijo.

## Priznanja

### Nagrade
- kraljeva medalja (1854)
- Copleyjeva medalja (1887)
- Darwinova medalja
- Clarkova medalja

Izvoljen je bil za člana Kraljeve družbe in med letoma 1873 ter 1878 služil kot njen predsednik.